# Församlingskyrka

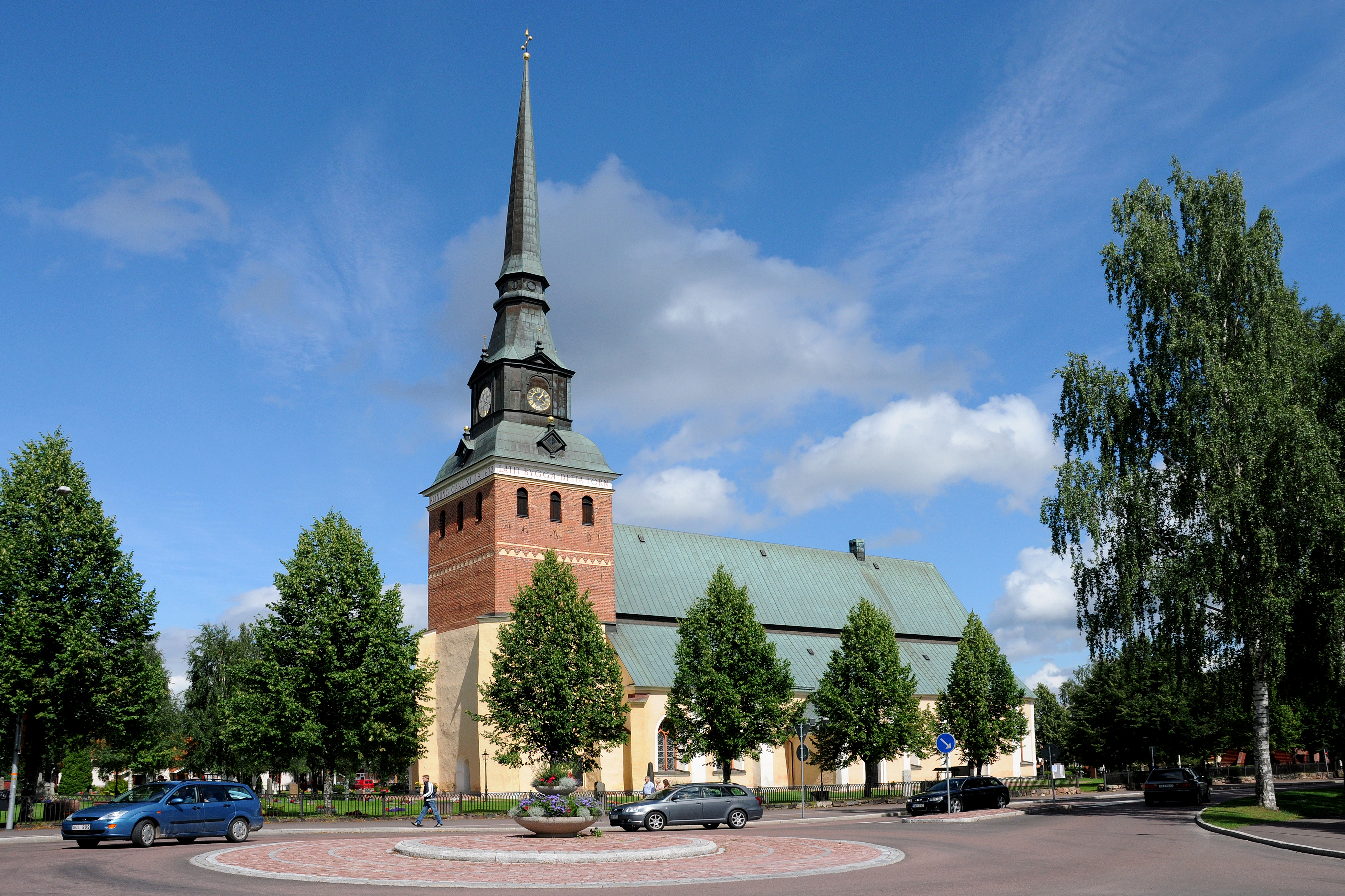
Mora kyrka är församlingskyrka i Mora församling i Svenska kyrkan.

En församlingskyrka är inom kristendomen en kyrkobyggnad som är huvudkyrkan i en församling.
Inom Engelska kyrkan har de flesta församlingarna en kyrka. Om en församling saknar kyrka är det biskopens uppgift att se till att ordna gudstjänstlokaler.
Inom Svenska kyrkan användes före de stora sammanslagningarna, som inleddes år 2000, begreppet också för att indikera det handlade om en huvudkyrka i församlingen.

## Bilder

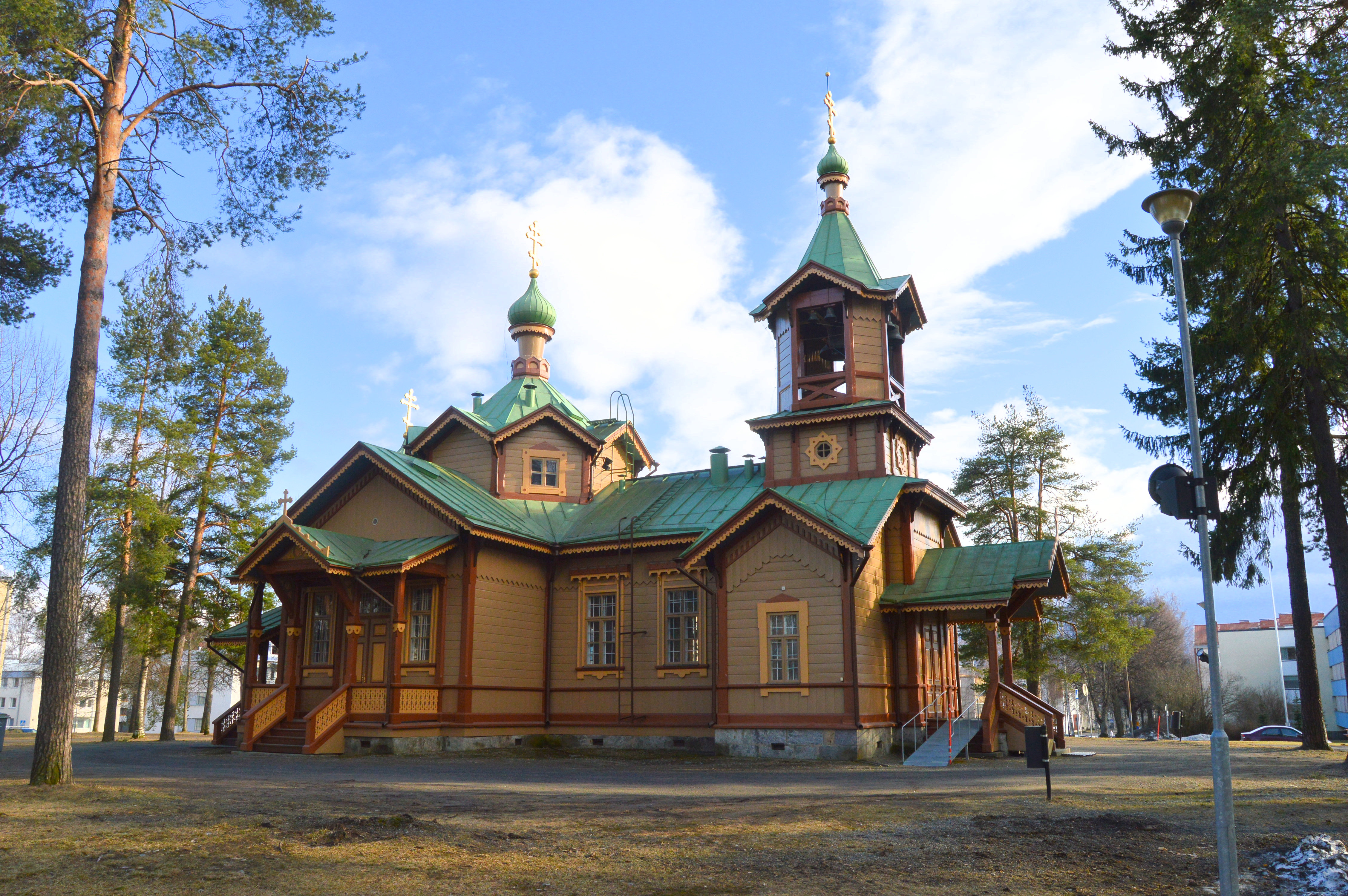
Sankt Nikolai kyrka i Joensuu, Finland, är församlingskyrka för Joensuu ortodoxa församling.

### Fotnoter
1. ↑  ”Mission and Pastoral Measure 2011” (på engelska). UK Legislation. 10 mars 2011. http://www.legislation.gov.uk/ukcm/2011/3/section/43. Läst 21 oktober 2015.